# 도망자 3
《도망자 3》(Proximity)은 미국에서 제작된 스콧 질 감독의 2001년 스릴러 영화이다. 롭 로, 조너선 뱅크스 등이 주연으로 출연하였고 앨런 셱터 등이 제작에 참여하였다.

## 줄거리
전직 교수 윌리엄은 운전 중 과실치사로 인해 종신형을 선고 받고 복역 중이다. 어느 날 동료 수감자 콜이 윌리엄에게 지난 2년간 재소자 14명이 사망했다는 얘기를 하더니 다음날 사망한다. 윌리엄이 교도소장에게 면담을 요청해 콜이 자살했을 리가 없다는 얘기를 한 후에 가석방 청문회가 갑작스레 앞당겨져 윌리엄은 승합차를 타고 이동한다.
그러나 함께 옮겨지고 있던 다른 수감자가 윌리엄을 죽이려고 시도하고, 윌리엄이 저항하는 과정에서 차가 전복되고 만다. 윌리엄은 다친 교도관들을 구조하려고 하지만, 이런 윌리엄에게 교도관 프라이스는 총을 쏜다. 자신을 죽이려는 음모가 있음을 깨달은 윌리엄은 도망한다. 은밀히 변호사 에릭을 만난 윌리엄은 애초에 가석방 청문회 날짜가 옮겨진 적이 없음을 알게 된다. 에릭이 윌리엄과 함께 있는 자리에서 교도소에 전화를 걸자 교도소에선 윌리엄이 독감에 걸려 의무실에 갔다고 둘러대며 윌리엄의 탈주를 숨기는데...

## 출연

### 주연
- 롭 로 - 윌리엄 콘로이 역
- 조너선 뱅크스 - 프라이스 역

### 조연
- 켈리 로언 - 앤 콘로이 역
- 테런스 C. 카슨 - 얘스킨 역
- 조 샌토스 - 클라이브 플러머 역
- 마크 분 주니어 - 에릭 호손, 윌리엄의 변호사 역
- 제임스 코번 - 짐 코커런 역

## 기타 제작진
- 총괄 제작: 조엘 실버
- 공동 제작: 대런 M. 더미트리
- 미술: 앤턴 트람블레이